# El davallament de la Creu (Rubens)
El davallament de la Creu és un oli de Peter Paul Rubens, pintat cap al 1612. És la casella central d'un tríptic, on també es mostren La visitació de la Mare de Déu i La presentació de Jesús al Temple. Es conserva a la catedral d'Anvers (Bèlgica).

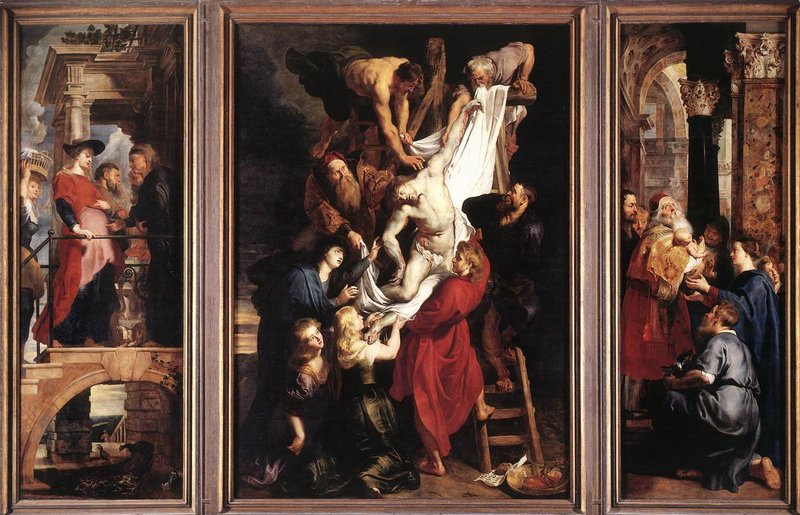
El tríptic complet

Aquest encàrrec li va ser sol·licitat a Rubens el 7 de setembre de 1611, quan tornava d'un viatge pels Països Baixos. En aquell temps, una confraternitat de mestres que tenien per patró Sant Cristòfol, van demanar al pintor realitzar un tríptic per representar fets de la vida de Jesús. Va ser acabat el 1614, i destaca en gran manera l'ús de la llum i de figures amb una certa obesitat, dos elements característics de Rubens.
Tot i que essencialment és dins l'estil barroc, aquest tipus d'oli sobre plafó està arrelat en la tradició veneciana, i probablement està influït per l'obra de Federico Barocci i Cigoli, entre d'altres. en la seva composició i ús de la llum, el tríptic recorda període romà de Caravaggio.
De manera seqüencial, el tríptic descriu La visitació, El davallament de la Creu, i La presentació de Jesús al Temple.
El retaule va estar ubicat a la catedral de la Mare de Déu d'Anvers des que va ser pintat, però durant l'ocupació sota la dictadura de Napoleóva els francesos se la van endur-se Junts amb L'elevació de la Creu a París. Les pintures van ser retornades a la catedral després de la desfeta de França el 1815.